# Emiliano González Navero
Emiliano González Navero (Caraguatay, 16 de junio de 1861-Asunción, 18 de octubre de 1934) fue un político y abogado paraguayo que ejerció la  presidencia de su país en tres ocasiones: como presidente constitucional entre julio de 1908 y noviembre de 1910; como presidente provisional designado de facto en 1912, y finalmente desde octubre de 1931 hasta enero de 1932, cuando el presidente José Patricio Guggiari (de quien era vicepresidente) le delegó de forma provisoria el cargo mientras comparecía a un juicio político.
También ocupó la vicepresidencia en dos ocasiones: desde 1906 hasta 1908 bajo la presidencia de Benigno Ferreira y desde 1928 hasta 1932 durante la presidencia de Guggiari. Fue miembro del Partido Liberal.

## Biografía
Fue uno de los sobrevivientes de la guerra de la Triple Alianza. Realizó sus estudios primarios en su ciudad natal y los secundarios en el Colegio Nacional de la Capital General Bernardino Caballero. Egresado de la Facultad de Derecho de la Universidad Nacional de la Capital, ejerció la abogacía en 1887 y luego accedió a la magistratura como juez durante el gobierno de Juan Antonio Escurra. Estuvo casado con Adela Lima, quien falleció el 7 de septiembre de 1928. Emiliano, retirado de toda actividad pública, falleció en Asunción el 18 de octubre de 1934.

## Trayectoria política
González Navero siempre se ha alineado políticamente con el sector radical del liberalismo. Ejerció la magistratura judicial y, el 28 de noviembre de 1890, fue designado presidente del Superior Tribunal de Justicia durante el gobierno de González. En febrero de 1895, integró la asamblea unificada bajo la dirección de Benigno Ferreira.
Actuó en el Partido Liberal y ocupó escaños en el Congreso. El 19 de diciembre de 1904, formó parte del gabinete de Juan B. Gaona como ministro de Hacienda, cargo que también desempeñó durante el gobierno del Cecilio Báez, hasta su renuncia el 28 de abril de 1906 para apoyar la candidatura de Ferreira. Tras el derrocamiento de este último, asumió la jefatura del Ejecutivo el 4 de julio de 1908, aunque la renuncia formal de Benigno Ferreira no fue aceptada hasta el 31 de diciembre de ese mismo año.
Existen evidencias de la participación de González Navero en la fundación del Centro Democrático (hoy día PLRA), pero su firma no aparece en el acta fundacional ni en el manifiesto del 4 de julio de 1908, documentos iniciados por Albino Jara y concluidos por Adolfo Riquelme.
Junto con Félix Paiva, González Navero es uno de los dos paraguayos que lograron presidir los tres poderes del Estado: el Ejecutivo (1908-1910, 1912, 1931-1932), el Legislativo (1906-1908, 1928-1932) y el Judicial (1894).

## Gobierno
Fue tres veces presidente de la República. Electo vicepresidente de la República, acompañó en este cargo a los presidentes Benigno Ferreira y José Patricio Guggiari. Derrocado Ferreira por el golpe de Estado del 2 de julio de 1908, González Navero asumió la presidencia el 4 de julio de ese año. Al cumplirse el periodo constitucional, entregó el cargo a Manuel Gondra el 25 de noviembre de 1910. Con la renuncia de este, en menos de dos meses, se desató en el país un periodo de anarquía que lo llevó nuevamente a la presidencia provisional de la República el 25 de marzo de 1912. Unos meses después, el 15 de agosto, entregó el mando al presidente constitucional Eduardo Schaerer, con lo que se inauguró esta fecha como inicio de los periodos presidenciales. La tercera y última vez que ocupó la presidencia de la República fue cuando el presidente José Patricio Guggiari renunció para someterse a juicio político a raíz de los sucesos del 23 de octubre de 1931. Durante su segundo mandato, logró pacificar el país, luego de dos años de guerra civil.
Su gabinete estuvo formado de la siguiente manera: en el Ministerio de Relaciones Exteriores, Félix Paiva; en Interior, Eduardo Schaerer; en Hacienda, Jerónimo Zubizarreta; en Justicia, Culto e Instrucción Pública, Manuel Franco; y en Guerra y Marina, Manuel Gondra.

### Obras
Algunas obras durante su gobierno fueron la creación de la Escuela Naval de Mecánicos, amnistía por delitos políticos, promulgación de un Código Rural, otorgamiento de numerosas becas a jóvenes artistas, se aplicó enseñanza primaria gratuita y obligatoria, explotación de ferrocarril en Concepción y la creación de varias municipalidades en ciudades del país; por otro lado, hubo duras represiones políticas y cierre de periódicos. El país participó del Congreso Internacional de Enseñanza Artística, que se celebró en Dresde (Alemania), se asignó la cantidad de $ 2800 oro sellado, a la delegación que asistiría al Congreso de Estudiantes Americanos, llevado a cabo en Lima (Perú) y son nombrados los profesores J. Inocencio Lezcano y José del Rosario Ayala en el Consejo Nacional de Educación. Fueron disueltos el Cuerpo de Bomberos y la Guardia de Seguridad. 
El 1 de mayo de 1912, se dispuso la reorganización de las fuerzas armadas, ingresaron, en calidad de subtenientes Emilio Pastore, Alfredo Mena, Carlos J. Fernández, Blas Miloslavich y Nicolás Delgado. En esa misma fecha, se resolvió la incorporación de Rolando Ibarra con el grado de capitán, y el 11 de junio de ese año fue designado edecán del primer magistrado. Se creó el Banco Hipotecario; se pavimentaron, además, numerosas calles de la capital y se hizo una prueba de adoquinado de madera en las calles Palma, Alberdi y 14 de Mayo. Se nombraron, por primera vez, Intendentes Municipales en las localidades de Villarrica, Pilar, Encarnación y Concepción; se construyó un nuevo mercado de abasto, sobre la calle Palma y se inauguró el Museo de Bellas Artes de Juan Silvano Godoy.
Las letras y las arte tuvieron un importante apoyo por parte del gobierno, se creó el Museo de Bellas Artes; se realizó un aporte para la instalación de una Academia de Bellas Artes. También se otorgó una beca a Andrés Campos Cervera (Julián de la Herrería) para que realice sus estudios en Canadá, a Eusebio A. Lugo, Guillermo Molinas Rolón y Eduardo Galindo de Arrascaeta. Hubo puestos auxiliares para los músicos Agustín Barrios y Ampelio Villalba.
En periodismo, surgió “El Nacional”, el 1 de febrero de 1910 y circularon seis revistas y ocho periódicos.
- Datos: Q150816
- Multimedia: Emiliano González Navero / Q150816